# Freakstorm
Freakstorm ist eine deutsche Rockband aus Gummersbach, die 2015 gegründet wurde.

## Geschichte
Im Jahr 2015 schlossen sich die Sängerin Sinah Meier und der Schlagzeuger Oliver „Olli“ Fuchs zu einem Tribute-Projekt namens Freakstorm zusammen. Im Januar 2016 nahmen sie eine Coverversion des Songs Here‘s to Us der US-amerikanischen Band Halestorm auf. Im Februar hatte die Band im Rahmen eines Treffens mit Halestorm die Gelegenheit, diese CD als Zeichen der Wertschätzung persönlich zu überreichen.
Aus diesem Zusammentreffen erwuchs die Motivation, auch eigenes Songmaterial zu schreiben, welches erstmals 2018 auf der EP We Got the Fire erschien. Die EP enthielt zudem eine weitere Coverversion von Halestorm, Familiar Taste of Poison. Im Mai 2019 wurde das erste Musikvideo zu dem von Dennis Ward (ex-Pink Cream 69) produzierten Song Can't Keep Me Down veröffentlicht. Die zweite EP mit dem Titel From Zero erschien am 18. Oktober 2019 und erhielt internationale Beachtung, als sie in den Charts des in Alaska/USA ansässigen Radiosenders KEUL 88,9 FM den 7. Platz erreichte.
Am 25. Juni 2021 wurde die Single Storm Inside My Heart zusammen mit einem Musikvideo veröffentlicht. Das gleichnamige, erneut von Dennis Ward produzierte Debütalbum folgte am 27. August 2021. Das Album enthielt unter anderem eine Coverversion des Songs Shot Down in Flames von AC/DC aus dem Jahr 1979, welche bereits einige Wochen zuvor veröffentlicht worden war.
Eine Akustikversion des ursprünglich auf dem Album Storm Inside My Heart erschienenen Songs Out of the Door wurde am 23. Dezember 2021 mit einem Musikvideo veröffentlicht. Die dritte EP When Dawn is Breaking wurde am 18. März 2022 zunächst in limitierter CD-Version veröffentlicht. Als Gastsänger wurde David Readman (Pink Cream 69) engagiert. Die digitale Edition erschien am 20. Mai 2022. Zugleich veröffentlichte die Band ein Musikvideo zu dem Song When Dawn is Breaking. Ein weiteres Musikvideo erschien am 23. September 2022, als der Song Can’t Keep Me Down in der Neufassung von 2022 mit David Readman als Single veröffentlicht wurde.
Am 28. März 2023 wurde eine neue Single veröffentlicht. Das unter dem Titel Creature of the Night publizierte Werk erschien bereits vorab als limitierte Vinyl-Edition. Das dazugehörige Musikvideo brachte die Band am 19. April 2023 heraus. Die nächste Single Big City Nights wurde am 16. Juni 2023 veröffentlicht; es handelt sich um eine Coverversion des gleichnamigen Klassikers der Scorpions aus dem Jahr 1984.
Im August 2023 gab die Band bekannt, dass sie fortan bei dem Label Pride & Joy Music unter Vertrag steht. Als erste Single unter dem neuen Label erschien am 15. September 2023 der Song Fight to the End. Die Veröffentlichung des zweiten Studioalbums Angel in the Dark erfolgte am 24. November 2023. Das Musikvideo zu dem Titelsong Angel in the Dark erschien am 27. März 2024. Musikalische Unterstützung erhielt die Band dabei von Rick Benton (ex-Magnum), der die Keyboards und Streicherarrangements beisteuerte und auch in dem Video zu sehen ist. Eine Piano-Version der Ballade folgte am 21. Juni 2024, ebenfalls unter Beteiligung von Rick Benton.
Die erste Single aus dem nachfolgenden Studioalbum Dust of Glory wurde am 7. März 2025 unter dem Titel Sacrifice Me veröffentlicht. Die zweite Auskopplung Out for Glory folgte am 18. April 2025. Das dritte, elf Songs umfassende Album Dust of Glory erschien am 6. Juni 2025 über das bandeigene Label „Storm Inside Records“.
Zum 60-jährigen Bandjubiläum der Scorpions veröffentlichten Freakstorm am 4. Juli 2025 eine Coverversion des Songs Don't Stop at the Top (1988) als Hommage an die Scorpions.

## Stil
Der musikalische Stil von Freakstorm ist der Rockmusik zuzuordnen, wobei Coverversionen von Bands wie AC/DC und Halestorm auch Einflüsse und Stilelemente des Hard Rocks erkennen lassen. Die Band besteht hauptsächlich aus Oliver Fuchs und Sinah Meier, wobei regelmäßig auf Sessionmusiker zurückgegriffen wird. Mit Ausnahme der Coverversionen schreibt die Band ihre Songs selbst; für die Texte ist Sinah Meier verantwortlich.

## Trivia
Oliver Fuchs und Sinah Meier sind verheiratet und Eltern einer Tochter. Hauptberuflich ist Fuchs im Pflegedienst tätig.

## Diskografie
Studioalben
- 2021: Storm Inside My Heart
- 2023: Angel in the Dark
- 2025: Dust of Glory

EPs
- 2018: We Got the Fire
- 2019: From Zero
- 2022: When Dawn is Breaking

Singles/Musikvideos
- 2019: Can't Keep Me Down
- 2019: Not the One
- 2020: Sometimes
- 2021: Storm Inside My Heart
- 2021: Shot Down in Flames (AC/DC-Coverversion)
- 2021: Out of the Door (Akustikversion)
- 2022: When Dawn is Breaking
- 2022: Can't Keep Me Down 2022 (mit David Readman)
- 2023: Creature of the Night
- 2023: Big City Nights (Scorpions-Coverversion)
- 2023: Fight to the End
- 2023: Stop the Fire
- 2024: Angel in the Dark
- 2025: Sacrifice Me
- 2025: Out for Glory
- 2025: Dr. Hammer
- 2025: Don't Stop at the Top